# Kanton Toulouse-3
Der Kanton Toulouse-3  ist seit 1973 ein französischer Wahlkreis im Arrondissement Toulouse, im Département Haute-Garonne und in der Region Okzitanien.
Der Kanton besteht aus einem Teil der Stadt Toulouse mit 51.453 Einwohnern (Stand: 2022):
Bis zur landesweiten Neuordnung der französischen Kantone im März 2015 besaß er den INSEE-Code 3135.